# Notre Dame Egyetem
A Notre Dame Egyetem (angolul: University of Notre Dame) katolikus fenntartású egyetem az Egyesült Államokban, Indiana államban, közel South Bend városához. Az Egyesült Államok egyik legjobb egyetemeként ismerték el.
A név (Notre Dame) francia eredetű, jelentése: Miasszonyunk, melyet az iskola védőszentjéről, Szűz Máriáról kapott.
Az egyetemet 1842-ben alapította Edward Sorin (CSC), aki ezáltal az egyetem első elnöke is lett. 1972 óta tanulhatnak itt nők is, 2012-ben pedig a hallgatók 47%-a volt nő. Az iskola tanárainak nagy része és az itt szolgálatot teljesítő papok mindegyike a Keresztes Kongregáció tagja. Az egyetemhez tartozik a Kongregáció központi temploma is, a Szent Szív-bazilika, ahonnan a vasárnapi nagymiséket televízión országszerte közvetítik.
Az egyetemen öt kar működik, amelyek szinte mindennemű képzést, többek között teológiai, művészi, jogi, műszaki, tudományos stb. nyújtanak. A 2010-11-es tanévet tekintve a világranglistán a 19. helyet foglalta el. Az egyetem könyvtára egyike az USA 100 legrégibb könyvtárának.
Az egyetem hallgatói közül közel 8000 él a kampusz területén található kollégiumok valamelyikében. Az iskola fennállása óta 120 000 hallgató szerzett itt valamilyen végzettséget vagy diplomát.